# Martin B-26 Marauder
Martin B-26 Marauder (kẻ cướp) là một kiểu máy bay ném bom tầm trung hai động cơ của Hoa Kỳ trong Thế Chiến II do hãng Glenn L. Martin Company chế tạo.
Là kiểu máy bay ném bom đầu tiên tại Mặt trận Thái Bình Dương và khu vực quần đảo Aleut vào năm 1942, nó cũng được sử dụng tại Mặt trận Tây Âu và trong Chiến dịch Bắc Phi. Chiếc máy bay được xem "là vũ khí ném bom chủ yếu trên Mặt trận Tây Âu" theo như một báo cáo của Không lực Lục quân Hoa Kỳ năm 1946, và cũng vì B-26B có số lượng tổn thất trong chiến đấu thấp nhất trong mọi máy bay chiến đấu trong Thế Chiến II. Thống kê về tổn thất có thể tương phản với biệt danh "Widowmaker" (kẻ tạo ra góa phụ) không chính thức của nó; do tỉ lệ tai nạn xảy ra khi cất cánh của phiên bản B-26A.
Có tổng cộng 5.288 chiếc được sản xuất từ tháng 2 năm 1941 đến tháng 3 năm 1945; trong đó 522 chiếc được sử dụng bởi Không quân Hoàng gia Anh và Không quân Cộng hòa Nam Phi.

## Thiết kế và phát triển

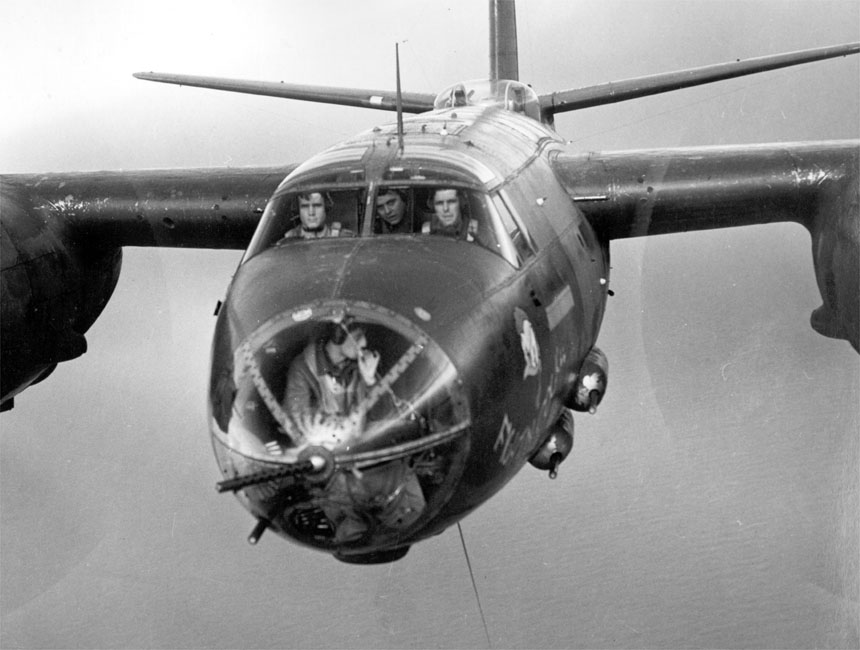
Chiếc Martin B-26C nhìn gần khi đang bay.

Năm 1939, Không lực Lục quân Hoa Kỳ phát hành bộ tiêu chuẩn số 39-640 về một kiểu máy bay ném bom tầm trung hai động cơ. Sáu tháng sau, công ty Glenn L. Martin trình bày một thiết kế cho Không lực. Peyton M. Magruder đã lãnh đạo nhóm thiết kế kiểu máy bay này sau khi Martin được nhận thầu. Thiết kế mang tên Martin Kiểu 179 được chấp thuận cho sản xuất ngay cả trước khi chiếc nguyên mẫu bay thực sự, do nhu cầu cấp thiết về một chiếc máy bay ném bom tầm trung theo sau sự căng thẳng của Thế Chiến II tại Châu Âu.
Khi chiếc máy bay đều tiên lăn bánh ra khỏi dây chuyền sản xuất vào tháng 11 năm 1940, Martin tiến hành các thử nghiệm và kết quả rất hứa hẹn. Chiếc máy bay B-26 đầu tiên do phi công thử nghiệm của Martin là William K. "Ken" Ebel lái đã cất cánh lần đầu tiên ngày 25 tháng 11 năm 1940, và là một chiếc nguyên mẫu rất hiệu quả. Không lâu sau đó, nó được chuyển cho Không lực để được thử nghiệm trong hoạt động. Chiếc máy bay này đã chuyển từ những tờ giấy thiết kế sang kiểu hoạt động trong vòng chưa đầy hai năm.
Trong khi B-26 là chiếc máy bay nhanh với tính năng bay tốt hơn chiếc B-25 Mitchell cùng thời, diện tích cánh tương đối nhỏ hơn và áp lực cánh lớn hơn (lớn nhất trong mọi máy bay sử dụng lúc đó) khiến cho nó có tốc độ hạ cánh cao khoảng 225 km/h (140 mph) và tốc độ chòng chành biểu kiến là 210 km/h (130 mph). Động cơ R-2800 khá tin cậy, nhưng cơ chế vận hành điều khiển bằng điện bước góc cánh quạt đòi hỏi phải bảo trì cho hoàn hảo và thường bị hỏng. Khi bị hỏng cánh quạt ở vị trí ngang khiến mất hoàn toàn sức kéo động cơ. Do kiểu dáng thân tròn trịa, động cơ của chiếc B-26 được đặt xa khỏi thân, nên việc mất lực kéo động cơ một bên sẽ gây hậu quả lộn vòng mạnh lật ngửa bụng máy bay. Điều này dẫn đến một số lượng lớn các tai nạn trong lúc cất cánh, nên chiếc B-26 còn bị các phi công lái nó đặt cho tên lóng là "Widowmaker" (kẻ tạo ra góa phụ). Các tên lóng đầy màu sắc khác bao gồm "Martin Murderer" (tên sát nhân Martin), "The Flying Coffin" (Quan tài bay), "B-Dash-Crash" (B-rơi), "The Flying Prostitute", và "The Baltimore Whore" (vì công ty Martin đóng trụ sở tại Baltimore).
Những tai nạn sau đó đã dẫn đến phải ngưng sản xuất. Trong thời gian này một ủy ban điều tra được chỉ định để xem xét các vấn đề do Harry Truman (lúc đó là một nghị sĩ) dẫn đầu. Khi Truman và các thành viên khác trong ủy ban đi đến sân bay Avon Park, Florida, họ được "chào đón" bằng hai chiếc Marauder bị rơi còn đang bốc khói. Quả thật, các tai nạn khi huấn luyện phi công tại Căn cứ Không quân MacDill - cho đến 15 tai nạn trong vòng 31 ngày - thường xuyên đến mức dẫn đến một câu nói vui hơi phóng đại: "Một mỗi ngày ở Tampa Bay."
Chiếc máy bay sau khi được sửa đổi (tên gọi B-26B) có sải cánh được kéo dài thêm 1,8 m (6 ft) và các sửa đổi khác, trong đó có một số làm giảm tốc độ máy bay. Phiên bản mới được làm giảm tốc độ hạ cánh và tốc độ chòng chành. Độ an toàn của chiếc B-26B là một sự cải tiến rất tốt: nó có tỉ lệ tiêu hao thấp nhất trong mọi máy bay sử dụng trong chiến tranh. Tuy nhiên, nó vẫn tiếp tục là một máy bay khó điều khiển và không được các đội bay ưa chuộng trong suốt vòng đời của nó.

## Lịch sử hoạt động

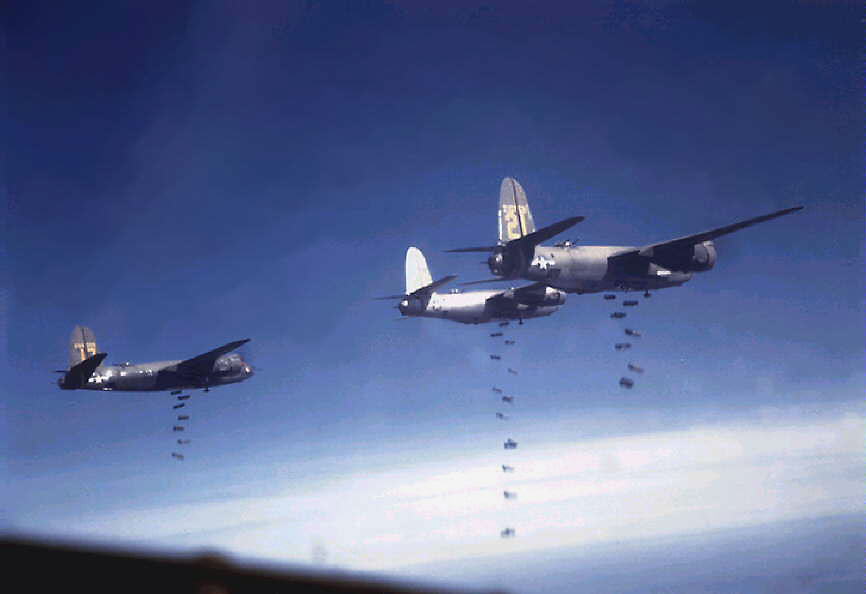
Một phi vụ các máy bay B-26 Marauder đang ném bom.

Trong Thế Chiến II, các phi đội B-26 bắt đầu thực hiện các phi vụ tại Mặt trận Nam Thái Bình Dương từ đầu năm 1942, nhưng đa số những chiếc máy bay được chuyển giao đến Anh Quốc và Mặt trận Địa Trung Hải. Liên đội Ném bom 22 Red Raiders thuộc Không lực 5, nguyên được đặt căn cứ tại phía Bắc Australia nhằm tránh cho máy bay khỏi bị các máy bay tiêm kích Nhật Bản tấn công, nhưng thường xuất phát những chuyến bay của chúng từ Port Moresby, New Guinea. Ngày 9 tháng 6 năm 1942, Thiếu tá Lyndon B. Johnson bay một phi vụ ném bom đến Lae, New Guinea. Chiếc của B-26 Johnson bị trục trặc động cơ, và ông buộc phải quay trở về căn cứ.
Giống như chiếc B-25, chiếc B-26 được thiết kế để ném bom từ độ cao trung bình, nhưng trong chiến tranh được yêu cầu tấn công ở độ cao chỉ bên trên ngọn cây, và những phiên bản B-26 sau này còn được trang bị các súng máy gắn bên cạnh bắn ra phía trước để càn quét các mục tiêu trên mặt đất. Việc ném bom tầm thấp bãi biển Utah do Marauder thực hiện trong Trận tấn công Normandy góp phần làm giảm nhẹ thương vong của lực lượng Mỹ tham gia tấn công.
B-26 được rút ra khỏi hoạt động trong Không lực Mỹ ngay sau khi chiến tranh ở châu Âu kết thúc. Phi vụ cuối cùng của nó thực hiện vào tháng 5 năm 1945.

## Các phiên bản
- B-26 Lưu trữ ngày 17 tháng 7 năm 2006 tại Wayback Machine: Kiểu B-26 được sản xuất hằng loạt đầu tiên, được đặt hàng chỉ dựa trên thiết kế. Bay thử nghiệm được thực hiện trên vài chiếc khoảng ba tháng sau khi được giao. Vũ khí trang bị bao gồm hai súng máy 7,62 mm (0,30 in) và hai súng máy 12,7 mm (0,50 in); các kiểu sau này được trang bị hỏa lực mạnh hơn gấp ba lần. Vì có cánh tương đối nhỏ, B-26 khó điều khiển khi hạ cánh. Chi phí máy bay ước lượng: 80.226,80 Đô la mỗi chiếc. 201 chiếc được chế tạo.
- B-26A Lưu trữ ngày 15 tháng 7 năm 2006 tại Wayback Machine: Tích hợp các thay đổi thực hiện trên dây chuyền lắp ráp cho kiểu B-26, bao gồm nâng cấp hai súng máy 7,62 mm (0,30 in) trước mũi và đuôi lên cỡ nòng 12,7 mm (0,50 in). Có 52 chiếc B-26A được gửi sang Anh Quốc, được sử dụng dưới tên Marauder Mk I. Chi phí máy bay ước lượng: 102.659,33 Đô la mỗi chiếc.
- B-26B Lưu trữ ngày 17 tháng 7 năm 2006 tại Wayback Machine: Một phiên bản B-26A với những cải tiến khác. Có 19 chiếc được gửi sang Anh Quốc, được sử dụng dưới tên Marauder Mk IA. Chi tiết các khối sản xuất của 1.883 chiếc được chế tạo như sau:
  - AT-23A hoặc TB-26B: 208 chiếc B-26B được cải tiến thành máy bay kéo mục tiêu giả và huấn luyện xạ thủ, được Hải quân đặt tên là JM-1.
  - B-26B: Khẩu súng đơn phía đuôi được thay bằng súng kép; bổ sung thêm khẩu súng bắn qua "đường hầm" dưới bụng. 81 chiếc được chế tạo.
  - B-26B-1: B-26B được cải tiến. 225 chiếc được chế tạo.
  - B-26B-2: Thay động cơ kiểu Pratt & Whitney R-2800-39 bằng kiểu Pratt & Whitney R-2800-41. 96 chiếc được chế tạo.
  - B-26B-3: Cửa hút gió của bộ chế hòa khí lớn hơn; nâng cấp lên kiểu động cơ R-2800-43. 28 chiếc được chế tạo.
  - B-26B-4: B-26B-3 được cải tiến. 211 chiếc được chế tạo.
  - B-26B-10 đến B-26B-55: Bắt đầu từ khối 10, sải cánh được kéo dài từ 19,8 m (65 ft) lên 21,6 m (71 ft), để cải thiện các vấn đề về điều khiển khi hạ cánh do áp lực cánh cao; các cánh nắp được thêm lên cánh phía ngoài của động cơ cũng để giải quyết vấn đề này. Cánh đuôi đứng được nâng cao từ 6 m (19 ft 10 in) lên 6,6 m (21 ft 6 in). Vũ khí được bổ sung từ sáu lên mười hai khẩu súng máy 12,7 mm (0,50 in) ở phía trước để chiếc máy bay có thể thực hiện các phi vụ càn quét bắn phá mặt đất. Khẩu súng đuôi được nâng cấp để điều khiển bằng điện. Vỏ giáp cũng được bổ sung để bảo vệ phi công và phi công phụ. 1242 chiếc được chế tạo.
  - CB-26B: Chỉ có 12 chiếc B-26B được chuyển đổi thành máy bay vận tải. Tất cả được giao cho Thủy quân Lục chiến để sử dụng tại Philippines.
- B-26C Lưu trữ ngày 27 tháng 7 năm 2006 tại Wayback Machine: B-26C là tên đặt cho những máy bay B-26B được sản xuất tại Omaha, Nebraska thay vì tại Baltimore, Maryland. 123 chiếc B-26C được Không quân Hoàng gia Anh sử dụng dưới tên gọi Marauder Mk II. Chi phí mỗi máy bay khoảng: 138.551,27 Đô la Mỹ. 1.210 chiếc được chế tạo.
  - TB-26C: Tên ban đầu là AT-23B. Phiên bản huấn luyện của B-26C. Trên 300 chiếc được chế tạo.
- XB-26D Lưu trữ ngày 27 tháng 7 năm 2006 tại Wayback Machine: Một chiếc B-26 cải tiến dùng để thử nghiệm hệ thống chống đóng băng bằng hơi nóng, trong đó các bộ trao đổi nhiệt lấy hơi nóng từ khí xả động cơ đến mép trước và sau của cánh cũng như các bề mặt điều khiển. Cho dù có triển vọng, hệ thống này đã không được tích hợp vào bất kỳ máy bay nào sản xuất trong Thế Chiến II. Một chiếc được cải tiến.
- B-26E Lưu trữ ngày 28 tháng 7 năm 2006 tại Wayback Machine: Một chiếc B-26 cải tiến dùng để thử nghiệm hiệu quả việc đổi vị trí tháp súng máy lưng từ giữa thân đến ngay sau buồng lái. Các khả năng tấn công và phhòng thủ của chiếc B-26E được thử nghiệm trong tình huống mô phỏng chiến đấu so với máy bay thông thường. Cho dù kiểu sắp xếp mới có hiệu quả tốt hơn, nhưng không đáng kể. Sau khi phân tích chi phí, đã đưa đến kết luận là các công việc cần thiết để cải tạo dây chuyền sản xuất qua phiên bản B-26E không xứng đáng để thực hiện. Một chiếc được cải tiến.
- B-26F Lưu trữ ngày 28 tháng 7 năm 2006 tại Wayback Machine: Góc tấn của cánh được tăng thêm 3,5°; các khẩu súng máy 12,7 mm (0,50 in) cố định trước mũi được tháo bỏ; tháp súng đuôi và vỏ giáp được tăng cường. Chiếc B-26F được sản xuất vào tháng 2 năm 1944. Một trăm chiếc kiểu này mang tên B-26F-1-MA. Bắt đầu từ số hiệu 42-96231, một bộ làm mát dầu động cơ cải tiến được bổ sung, cùng với các tấm mặt dưới cánh được thiết kế lại để dễ tháo được. Hai trăm chiếc được đặt tên B-26F-2 và F-6, tất cả đều được Không quân Hoàng gia Anh sử dụng dưới tên gọi Marauder Mk III. Những chiếc Marauder III mang số hiệu của Không quân Hoàng gia từ HD402 đến HD601 (số hiệu cũ của Không lực Mỹ là từ 42-96329 đến 96528). Kiểu F-2 có tháp súng điều khiển bằng điện Bell M-6 được thay thế bằng loại M-6A với nắp vải che phủ co giãn trên các khẩu súng. Bộ ngắm ném bom T-1 được trang bị thay cho loại M. Kíp nổ và thiết bị liên lạc radio kiểu Anh được cung cấp. 300 chiếc được chế tạo.
- B-26G Lưu trữ ngày 28 tháng 7 năm 2005 tại Wayback Machine: Phiên bản B-26F với các thiết bị bên trong được chuẩn hóa. Có 150 máy bay được Không quân Hoàng gia Anh sử dụng dưới tên gọi Marauder Mk III. 893 chiếc được chế tạo.
  - TB-26G: Phiên bản B-26G được cải biến để huấn luyện đội bay. Hầu hết hay tất cả được giao cho Hải quân Hoa Kỳ dưới tên gọi JM-2. 57 chiếc được chế tạo.
- XB-26H Lưu trữ ngày 10 tháng 7 năm 2006 tại Wayback Machine: Máy bay thử nghiệm cho kiểu càng đáp kiểu trước sau, để xem có thể áp dụng cho chiếc máy bay Martin XB-48 hay không. Một chiếc được cải tiến.
- JM-1P: Một số ít máy bay JM-1 được chuyển đổi sang máy bay trinh sát hình ảnh.

## Các nước sử dụng
Hoa Kỳ
- Không lực Lục quân Hoa Kỳ
- Không quân Hoa Kỳ
- Thủy quân Lục chiến Hoa Kỳ
- Hải quân Hoa Kỳ

 Úc
- Không quân Hoàng gia Úc
- Hải quân Hoàng gia Úc

 Pháp
 Nam Phi
- Không quân Cộng hòa Nam Phi

 Anh Quốc
- Không quân Hoàng gia Anh
- Hải quân Hoàng gia Anh

## Đặc điểm kỹ thuật (B-26G)

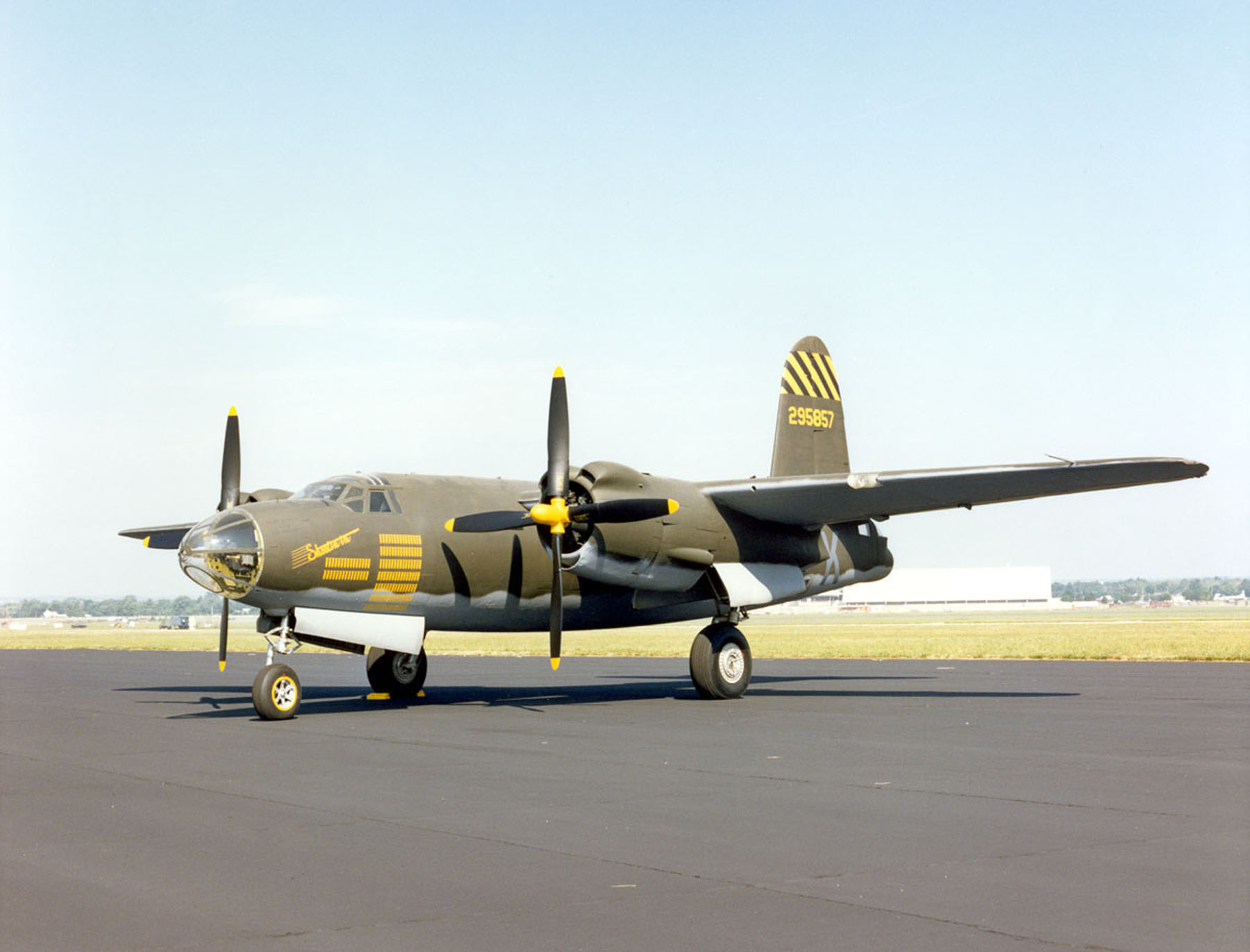
Martin B-26G Marauder tại Bảo tàng Quốc gia Không quân Hoa Kỳ.

Tham khảo: Quest for Performance và Jane's Fighting Aircraft of World War II

### Đặc tính chung
- Đội bay: 07 người (phi công, phi công phụ, sĩ quan ném bom, hoa tiêu/điện báo viên, 3 xạ thủ súng máy)
- Chiều dài: 17,8 m (58 ft 3 in)
- Sải cánh: 21,65 m (71 ft 0 in)
- Chiều cao: 6,55 m (21 ft 6 in)
- Diện tích bề mặt cánh: 261,1 m² (658 ft²)
- Diện tích cản: 1,92 m² (20,66 ft²)
- Hệ số nâng/lực cản: 0,0314
- Tỉ lệ dài/rộng cánh: 7,99
- Lực nâng của cánh: 228 kg/m² (46,4 lb/ft²)
- Trọng lượng không tải: 11.000 kg (24.000 lb)
- Trọng lượng có tải: 17.000 kg (37.000 lb)
- Động cơ: 2 x động cơ Pratt & Whitney R-2800-43 bố trí vòng tròn, công suất 1.900 mã lực (1.400 kW) mỗi động cơ

### Đặc tính bay
- Tốc độ lớn nhất: 460 km/h (250 knot, 287 mph) ở độ cao 1.500 m (5.000 ft)
- Tốc độ bay đường trường: 358 km/h (188 knot, 216 mph)
- Tốc độ chòng chành: 167 km/h (90 knot, 104 mph)
- Bán kính chiến đấu: 1.850 km (999 nm, 1.150 mi) với tải trọng chiến đấu 1.400 kg (3.000 lb) và lượng nhiên liệu 4.367 L (1.153 U.S. gal)
- Tầm bay tối đa: 4.590 km (2.480 nm, 2.850 mi)
- Trần bay: 6.400 m m (21.000 ft)
- Tốc độ lên cao: 6,1 m/s (1.200 ft/min)
- Tỉ lệ công suất/khối lượng: 0.17 kW/kg (0.10 hp/lb)
- Tỉ lệ lực nâng/lực cản: 12,0

### Vũ khí
- 12 x súng máy Browning M2 12,7 mm (0.50 in)
- 1.800 kg (4.000 lb) bom

## Liên kết ngoài

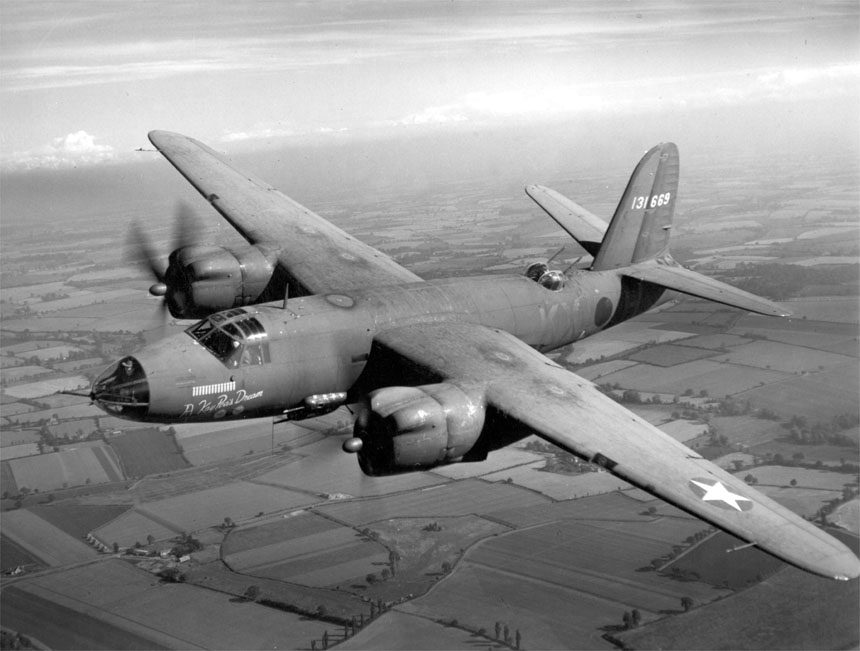
Máy bay ném bom B-26B của Không lực Hoa Kỳ đang bay.

### Bộ sưu tầm hình ảnh
- Personal Collection of Captain Joseph J. Merhar, Jr., kh. 1943-1945 Aircraft Photos Lưu trữ ngày 2 tháng 11 năm 2007 tại Wayback Machine chứa nhiều hình ảnh của các phiên bản chiếc B-26.
- Photo of a B-26 in a French museum từ Wikipedia tiếng Đức.

## Nội dung liên quan

### Máy bay liên quan
- Martin XB-27
- Martin XB-33

### Máy bay tương tự
- Douglas A-26 Invader
- Mitsubishi G4M
- North American B-25 Mitchell
- Vickers Wellington

### Trình tự thiết kế
B-23 - B-24 - B-25 - B-26 – XB-27 - XB-28 - B-29

### Danh sách liên quan
- Danh sách máy bay chiến đấu
- Danh sách máy bay quân sự Hoa Kỳ
- Danh sách máy bay trong Chiến tranh Thế giới II
- Danh sách máy bay ném bom